# Guyot (cratère)
Pour les articles homonymes, voir Guyot.
Guyot est un cratère lunaire situé sur la face cachée de la Lune. Le cratère Guyot est situé juste à côté des cratères Ostwald et Ibn Firnas. Les bords du cratère ont été déformés par des impacts ultérieurs notamment par plusieurs craterlets. L'ensemble du cratère est grandement raviné et érodé. 

En 1970, l'Union astronomique internationale lui a attribué le nom de Guyot en l'honneur du géologue et géographe suisse Arnold Henri Guyot.
Par convention, les cratères satellites sont identifiés sur les cartes lunaires en plaçant la lettre sur le côté du point central du cratère qui est le plus proche de Guyot.
| Guyot | Latitude | Longitude | Diamètre |
| ----- | -------- | --------- | -------- |
| J     | 8.3° N   | 119.6° E  | 14 km    |
| K     | 8.3° N   | 118.7° E  | 14 km    |
| W     | 14.0° N  | 115.5° E  | 21 km    |